# Fossatello
Fossatello is een plaats (frazione) in de Italiaanse gemeente Orvieto.